# Jesús India
Jesús India Guzmán (Saragozza, 8 dicembre 1953) è un ex calciatore spagnolo, di ruolo difensore.

## Carriera
Esordì con il Real Saragozza in Primera División il 7 novembre 1976, contro l'UD Salamanca. In precedenza aveva giocato nella squadra filiale del Deportivo Aragón e nell'SD Huesca, in Tercera División.
Al termine della sua prima stagione in massima serie, con Lucien Muller, il Real Saragozza retrocesse in Segunda División.
Contribuì alla vittoria del campionato cadetto e al rapido ritorno in Liga degli aragonesi, nella stagione seguente.
Restò al Real Saragozza per altre tre stagioni, prima di trasferirsi al Cadice.
Esordì con gli andalusi il 29 novembre 1981, nella partita di Primera División contro il Betis Siviglia, entrando in campo al 45' al posto di Diego Garrido Valencia.
India giocò 10 partite, allenato da Dragoljub Milošević. A fine anno il Cadice retrocesse, ma tornò in massima serie nell'anno successivo, grazie al secondo posto nel campionato di Segunda División.
India giocò 17 partite e segnò un gol, nel derby contro lo Xerez (2-2).
A fine anno tornò a giocare in Aragona, in Tercera División, vestendo la maglia del Club Deportivo Teruel.

## Palmarès
- Segunda División spagnola: 1

Real Saragozza: 1977-1978